# Dipartimento di San Vicente
Il dipartimento di San Vicente è uno dei 14 dipartimenti di El Salvador, istituito il 12 giugno 1824. Si trova nella parte centrale del paese.

## Comuni del dipartimento
- Apastepeque
- Guadalupe
- San Cayetano Istepeque
- San Esteban Catarina
- San Ildefonso
- San Lorenzo
- San Sebastián
- San Vicente
- Santa Clara
- Santo Domingo
- Tecoluca
- Tepetitán
- Verapaz